# 오스트레일리아-중국 관계
오스트레일리아와 중화인민공화국 사이에 외교 관계가 존재한다. 1909년 엘보조에 첫 번째 중국 영사관이 설립되었고, 1941년에 외교 관계가 시작되었다. 오스트레일리아는 1949년에 중화민국(ROC) 정부가 국공 내전에서 패배하고 타이완으로 후퇴한 후에도 중화민국 정부를 인정했지만, 1972년 12월 21일부터는 중화인민공화국(PRC) 정부를 인정하고 있다. 오스트레일리아와 중국의 관계는 지난 몇 년 동안 상당히 발전해 왔다. 양국은 아시아 태평양 경제협력체(APEC), 동아시아 정상회의, G20과 같은 수많은 기구를 통해 경제, 문화, 정치적으로 활발히 교류하고 있다. 중국은 오스트레일리아의 가장 큰 무역 파트너이며, 오스트레일리아의 광산 회사에 투자해오고 있다.
오스트레일리아에서 남중국해 분쟁에 대한 중국의 입장과 중국의 정치적 영향력이 오스트레일리아의 정부, 대학, 언론 등 다양한 부문에서 확대되는 것을 우려하는 목소리가 커지면서 2018년부터 양국 관계가 악화되기 시작했다. 특히 코로나19 대유행은 두 국가 간의 문제와 긴장을 더욱 심화시켰는데, 오스트레일리아 정부가 코로나19의 기원에 대한 국제적이고 독립적인 조사를 요구한 후 그 정도가 더욱 심화되었다. 이후에 중국이 무역 정책에 변화를 준 것은 오스트레일리아에 대한 정치적 보복과 경제적 강압으로 해석되고 있다.
2021년 8월, 오스트레일리아는 미국으로부터 강력한 원자력 잠수함을 구매한다는 장기 계획을 발표했다. 뉴스에서 이 계획이 발표될 때 중국이 구체적으로 언급되지는 않았지만, 비평가들은 오스트레일리아가 미국과 군사적으로 동맹을 단단히 함으로써 중국과 오스트레일리아의 관계가 매우 악화되었다고 했다. 또한 중국은 2021년 9월 인도-태평양 지역의 안보를 위해 오스트레일리아, 미국, 영국 간의 3자 안보 협정인 오커스(AUKUS)의 출범도 매우 비판했다.

## 같이 보기
- 중화인민공화국의 대외 관계